# Hôpital Larrey
L’hôpital Larrey est un établissement public de santé situé en France à Toulouse Haute-Garonne. D'abord hôpital militaire, il fait aujourd'hui partie du centre hospitalier universitaire de Toulouse.

## Géographie
Situé sur les coteaux du Pech-David quartier de Pouvourville à 700 mètres à vol d'oiseau au sud de Hôpital de Rangueil.

### Accès
Accès avec les transports en commun de Toulouse 54, il est aussi prévu un accès avec le futur téléphérique urbain sud de Toulouse (ou Téléo) via la station CHU Rangueil.

## Histoire

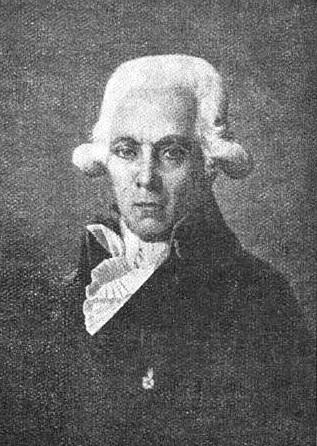
Alexis Larrey, chirurgien-Major à l’hôpital la Grave de Toulouse, docteur de l'école de médecine, en 1793, par Jean-Paul Laurens.

Le premier hôpital de ce nom est fondé au centre ville de Toulouse par Alexis Larrey, chirurgien-major à l’hôpital la Grave, en 1793. Il est fonctionnel jusqu’aux années 1980. Les anciens locaux de la place Saint-Pierre inscrit aux monuments historiques abritent aujourd'hui le conservatoire à rayonnement régional de Toulouse. En 1988, sont réalisées sur ce site des fouilles archéologiques qui mettent au jour des vestiges d'un grand bâtiment de l'antiquité tardive, par la suite identifié comme le palais des rois wisigoths.
L'hôpital est transféré en 1984 sur son site actuel située sur le Pech-David et prend le nom de CHR Hippolyte-Larrey, d'après le petit-neveu d'Alexis Larrey, également médecin militaire célèbre. En 2000, l'hôpital est rendu au civil et intégré au centre hospitalier universitaire de Toulouse.

## Services
- Chirurgie Thoracique
- Dermatologie
- Dialyse Périodique
- Endocrinologie - Maladies métaboliques - Nutrition
- Exploration de la fonction respiratoire et médecine du sport
- ORL et chirurgie cervico-faciale
- Pneumologie
- Unité de Cancérologie Cervico Thoracique